# Encentra longipes
Encentra longipes är en insektsart som beskrevs av Ludwig Redtenbacher 1892. Encentra longipes ingår i släktet Encentra och familjen vårtbitare. Inga underarter finns listade i Catalogue of Life.